# Пецелка
Пецелка (рум. Pețelca) — село у повіті Алба в Румунії. Адміністративно підпорядковане місту Теюш.
Село розташоване на відстані 270 км на північний захід від Бухареста, 20 км на північний схід від Алба-Юлії, 62 км на південь від Клуж-Напоки.

## Населення
За даними перепису населення 2002 року у селі проживали 202 особи, з них 200 осіб (99,0%) румунів. Рідною мовою 200 осіб (99,0%) назвали румунську.